# Пакерорт (миноносец)
«Пакерорт» — один из 25 миноносцев типа «Пернов», построенных для Российского императорского флота.

## История корабля
17 февраля 1894 года зачислен в списки судов Балтийского флота, в июле 1893 года заложен на судоверфи завода В:мъ Крейтонъ и Ко. в Або, спущен на воду 3 июля 1894 года, вступил в строй в сентябре 1895 года.
Прошел капитальный ремонт корпуса и механизмов в 1911-1912 годах в Свеаборге. С 21 января 1912 года — посыльное судно. Во время Первой мировой войны состоял в Службе связи Балтийского флота. 7 ноября 1917 года вошел в состав Красного Балтийского флота. 21 апреля 1918 года захвачен в Гельсингфорсе вооруженными формированиями Финляндии. В 1922 году подлежал возврату РСФСР, но как окончательно устаревший был продан Финляндии на металлолом.